# Salsa hoisin

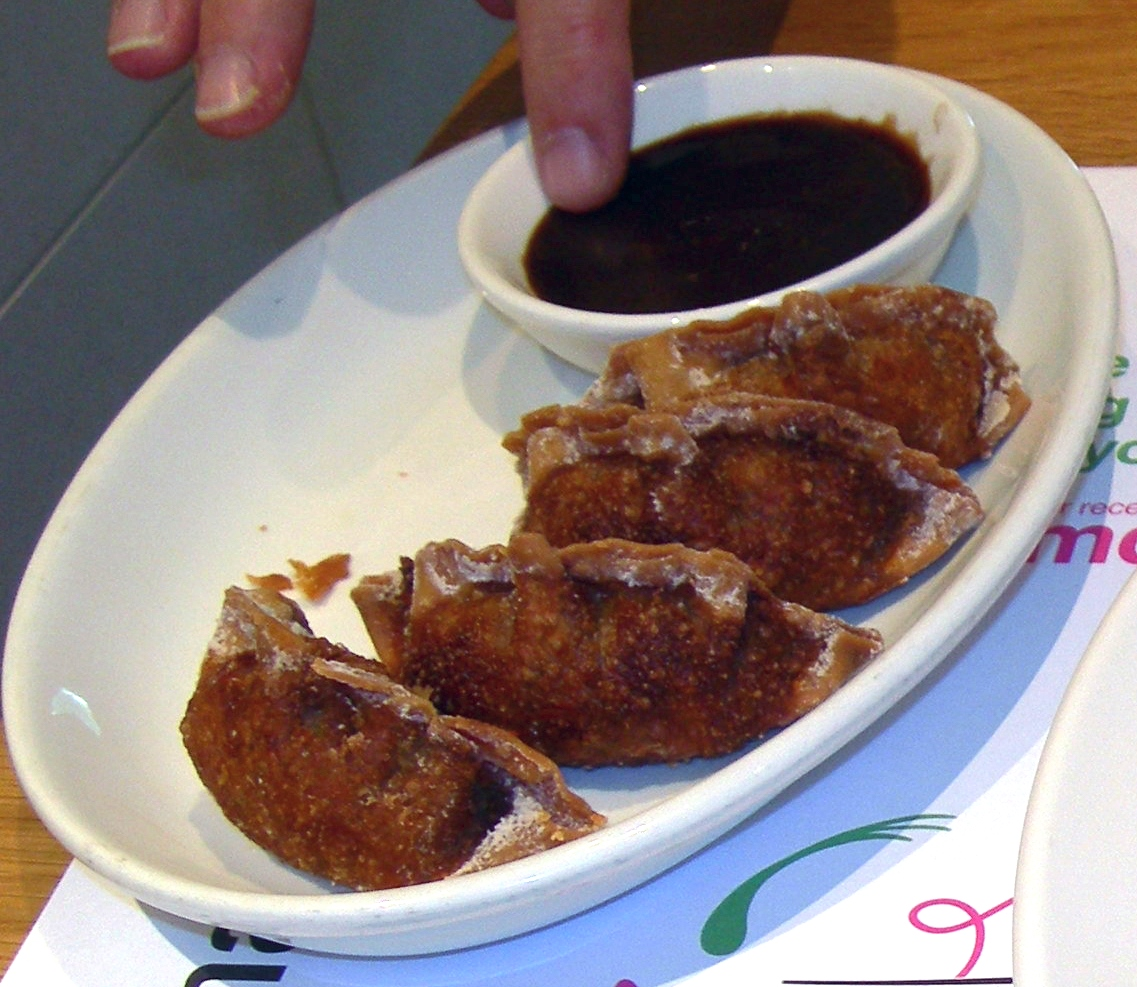
Cuenco con salsa hoisin, nótese su color oscuro y consistencia líquida.

La salsa hoisin (en chino simplificado, 海鲜酱; en chino tradicional, 海鮮醬; pinyin, hǎixiān jiàng) es una salsa para mojar típica de la cocina china incluida en platos  populares tales como rollito de primavera, cerdo mu shu o cerdo a la barbacoa. Es conocida y empleada también en la cocina vietnamita donde se le denomina tương đen (literalmente salsa negra).

## Denominación
La palabra hoisin es una romanización (transcripción al alfabeto latino) de la palabra china "海鲜" (chino simplificado, 海鲜; en chino tradicional, 海鮮; pinyin, hǎixiān) con raíces en el cantonés hablado. Su significado literal es "marisco". Sin embargo la salsa hoisin no contiene como ingrediente mariscos.

## Elaboración
Es similar a la salsa agridulce elaborada con soja fermentada, a la que se le agrega ajo, vinagre y chile. Su sabor es más suave que la salsa agridulce. Los ingredientes de la salsa al estilo mandarín son: agua, azúcar, soja, vinagre destilado, arroz, sal, harina de trigo, ajo, chiles, polvo de cinco especias  y diversos conservantes y colorantes. Tradicionalmente la salsa hoisin se elabora con batata.

## Usos
La salsa hoisin es popular como condimento para el phở. Es similar a la salsa dulce de fideos elaborada de judías de soja fermentada, pero a la que se le ha añadido ingredientes como el ajo, vinagre, y chiles. Adicionalmente, su sabor es menos picante que el de la salsa dulce para fideos.